# Pfarrhaus Tegernbach (Pfaffenhofen an der Ilm)
Das Pfarrhaus in Tegernbach, einem Stadtteil von Pfaffenhofen an der Ilm im oberbayerischen Landkreis Pfaffenhofen an der Ilm, wurde 1715 errichtet. Das Pfarrhaus an der Oberhofstraße 17 gehört zu den geschützten Baudenkmälern in Bayern.
Der zweigeschossige, verputzte Walmdachbau mit Ecklisenen und westlichem, erdgeschossigem Anbau mit vorgelegtem Laubengang besitzt fünf zu vier Fensterachsen. An der Südseite befindet sich das von verkröfpten Pilastern flankierte Portal. Im Sprenggiebel ist eine Inschriftentafel mit dem Erbauungsjahr 1715 angebracht.